# Балчий-оол, Джон Кузьмич
Джон Кузьмич Балчий-оол (18 сентября 1935, Кызыл — 9 октября 2013, Москва) — советский и российский хирург-уролог, врач высшей категории, кандидат медицинских наук.

## Биография
Родился 18 сентября 1935 года в городе Кызыле в Тувинской Народной Республике в семье врачей. Отец Балчий-оол Кузьма Бальчирович — один из первых организаторов здравоохранения в Республике Тува, первый главный врач республиканской больницы после вхождения Республики в состав СССР в 1944 году. Мать Белова Фаина Георгиевна — организатор и первый главный врач станции скорой медицинской помощи города Кызыла.
В 1961 году окончил Красноярский медицинский институт, стал первым в Республике врачом-урологом хирургического отделения.
Окончил клиническую ординатуру в 1967 году на кафедре урологии 2-го Московского медицинского института им. Н. И. Пирогова. Вернувшись в Туву, организовал специализированную урологическую службу, первое уронефрологическое отделение в Республиканской больнице в Кызыле, которое возглавлял до 1984 года, совмещая с должностью главного уролога Тувинской АССР.
Имея традиционное (европейское) медицинское образование и владея нетрадиционными (восточными) методами, Балчий-оол сочетал их в своей работе.
Более 30 лет он занимался хроническими, трудно поддающимися лечению заболеваниями мочевого пузыря у женщин, применяя комплексную терапию. Он первым внедрил иглорефлексотерапию в лечение урологических заболеваний.
Балчий-оолом опубликовано около 20 научных статей по урологии и монография «Цисталгия» совместно с А. Ф. Даренковым.
С 1995 года работал в Центре планирования семьи и репродукции в Москве.
Похоронен на Николо-Архангельском кладбище Москвы.